# Maksymilian Rozwandowicz
Maksymilian Rozwandowicz (ur. 18 czerwca 1994 w Pabianicach) – polski piłkarz występujący na pozycji obrońcy lub pomocnika w rezerwach ŁKS-u Łódź.
Wychowanek Włókniarza Pabianice. W styczniu 2017 został zawodnikiem ŁKS-u Łódź, z którym zaliczył 3 kolejne awanse, poczynając od III ligi (de facto 4 poziom rozgrywkowy) a kończąc na najwyższym szczeblu rozgrywkowym – w ekstraklasie. W przeszłości był m.in. zawodnikiem Chrobrego Głogów i Lechii Tomaszów Mazowiecki.